# ピースキーパー (映画)
『ピースキーパー』（原題：THE PEACEKEEPER）は、1997年のアメリカとカナダの合作映画。

## スタッフ
- 監督：フレデリック・フォレスティア
- 製作：ニコラス・クレアモント
- エグゼクティブプロデューサー：アヴィ・ラーナー、エリー・サマハ
- 脚本：ジェームズ・H・スチュワート、ロバート・ジョフリオン
- 撮影：ジョン・ベリー
- 音楽：フランソワ・フォレスティア
- 編集：イヴ・ラングロワ
- 美術：ジョン・マイン

## キャスト
| 役名                     | 俳優                           | 日本語吹替                                     | 日本語吹替                                       |
| 役名                     | 俳優                           | VHS版                                          | テレビ朝日版                                     |
| ------------------------ | ------------------------------ | ---------------------------------------------- | ------------------------------------------------ |
| フランク・クロス少佐     | ドルフ・ラングレン             | 大塚明夫                                       | 大塚明夫                                         |
| ロバート・ベイカー大統領 | ロイ・シャイダー               | 滝田裕介                                       | 中村正                                           |
| ダグラス・マーフィー中佐 | マイケル・サラザン             | 野沢那智                                       | 田中信夫                                         |
| ノースロップ中佐         | モンテル・ウィリアムズ         | 佐古正人                                       | 屋良有作                                         |
| ジェーン                 | モニカ・シュナーレ             | 岡本麻弥                                       | 弘中くみ子                                       |
| デッカー                 | マーティン・ニューフェルド     | 小室正幸                                       | 田原アルノ                                       |
| ハーディング少将         | デヴィッド・フランシス         | 糸博                                           | 宮田光                                           |
| ネルソン                 | ティム・ポスト                 | 古澤徹                                         | 津田英三                                         |
| ヘティンジャー           | クリストファー・ハイアーダール | 松本大                                         | 村田則男                                         |
| マクガリー               | アレン・アルトマン             | 柳沢栄治                                       | 桐本琢也                                         |
| マックスウェル           | ラリー・デイ                   | 星野充昭                                       | 古田信幸                                         |
| サミュエルズ             | アラン・フォーセット           | 堀川仁                                         | 柳沢栄治                                         |
| ホルブルックス           | カール・アラッチ               | 根本央紀                                       | 長克巳                                           |
| ジョセフ・クラーク       | フィリップ・プレッテン         | 小川隆市                                       | 堀部隆一                                         |
| コング                   | フィル・チュウ                 | 長島雄一                                       | 加瀬康之                                         |
| ロビンソン               | グーチー・ボーイ               | 宗矢樹頼                                       | 手塚秀彰                                         |
| デイビス                 | チップ・チュプカ               | 海老原英人                                     | 浜田賢二                                         |
| その他                   |                                | 佐々木敏 千田光男 園部啓一 佐藤ゆうこ 幸田夏穂 | 中澤やよい 茂呂田かおる 藤本譲 内田直哉 緒方文興 |
|                          |                                |                                                |                                                  |
| 演出                     |                                | 高桑一                                         | 小山悟                                           |
| 翻訳                     |                                | 植田尚子                                       | 久保喜昭                                         |
| 調整                     |                                |                                                | 重光秀樹                                         |
| 効果                     |                                |                                                | リレーション                                     |
| 制作                     |                                | ケイエスエス                                   | ケイエスエス                                     |
| 初回放送                 |                                |                                                | 1999年8月8日 『日曜洋画劇場』                    |